# Gemeentelijke herindelingsverkiezingen in Nederland 1953
Gemeentelijke herindelingsverkiezingen in Nederland 1953 geeft informatie over tussentijdse verkiezingen voor een gemeenteraad in Nederland die gehouden werden op 9 december 1953.
De verkiezingen werden gehouden in vijftien gemeenten die betrokken waren bij een grenswijzigings- of herindelingsoperatie die werd doorgevoerd op 1 januari 1954.
De volgende gemeenten waren bij deze verkiezingen betrokken: 
- de gemeenten Utrecht en Zuilen: opheffing van Zuilen en toevoeging van een gedeelte van het grondgebied aan de gemeente Utrecht;[1]
- de gemeenten Haarzuilens, Oudenrijn, Veldhuizen en Vleuten: samenvoeging tot een nieuwe gemeente Vleuten-De Meern;[1]
- de gemeenten Achttienhoven en Westbroek: samenvoeging tot een nieuwe gemeente Westbroek;[1]
- de gemeenten Bunnik, De Bilt, Harmelen, Houten, Jutphaas, Maarssen en Maartensdijk: bij deze gemeentelijke herindeling werden tevens zodanige grenswijzigingen doorgevoerd met deze gemeenten dat tussentijdse verkiezingen noodzakelijk waren geworden.[1]

Door deze herindelingen daalde het aantal gemeenten in Nederland per 1 januari 1954 van 1013 naar 1008.